# Falu pastorat
Falu pastorat är ett pastorat i Falu-Nedansiljans kontrakt i Västerås stift och omfattar församlingar i Falu kommun.

## Administrativ historik
Pastoratet bildades 2007 och där ingår följande församlingar:
- Falu Kristine församling
- Stora Kopparbergs församling
- Aspeboda församling
- Grycksbo församling
- Vika-Hosjö församling bildades 2012 av
  - Vika församling
  - Hosjö församling

Pastoratskod är 051201.

## Series Pastorum
- Annica Anderbrant 2007-2009[1]
- Mats Hulander 2009-2012[2]
- Camilla Nyberg (vik) 2012
- Thorhallur Heimisson 2012-2015[3]
- Susann Senter vik 2015-2017
- Christina Eriksson 2017-[4]

## Kyrkonämnd
Fram till och med 2013 fanns i pastoratet en kyrkonämnd som ansvarade för ekonomin och all gemensam verksamhet i pastoratet. Dessutom fanns fram till och med 2012 6 församlingskyrkoråd och från 2013 5 församlingskyrkoråd som ansvarade för församlingarnas verksamhet.

### Ordförande i kyrkonämnden
- Ann-Britt Åsebol (M) 2007-2012
- Lars Brodén (M) 2012-2013[5]

## Kyrkoråd
Från och med 2014 finns i pastoratet ett kyrkoråd som ansvarar för ekonomi och all verksamhet i pastoratet. Dessutom finns 5 församlingsråd som ansvarar för församlingarnas verksamhet.
- Anders Brunnstedt (POSK) 2014-